# وليد أزارو
وليد أزارو (مواليد 11 يونيو 1995 في أيت ملول، المغرب) هو لاعب كرة قدم مغربي يلعب لصالح نادي عجمان الإماراتي و‌منتخب المغرب لكرة القدم في مركز الهجوم.
يعتبر وليد أزارو أول لاعب مغربي يحقق هداف الدوري المصري لموسم 2017–18، وثاني لاعب عربي غير مصري منذ اليمني علي محسن الذي حققها موسم 1960–61.

## السيرة الذاتية
ولد وليد في مدينة أيت ملول جنوب أكادير، وكان عاشقا لكرة القدم منذ طفولته، وعلى الرغم من الوضعية المادية لعائلته إلا أن وليد قرر أن يصبح لاعب كرة قدم وهو في عمر الثالثة عشر وذلك من خلال التحاقه بالفريق الأمازيغي أدرار سوس الذي ينشط في دوري الهواة، وقد تمكن من الوصول للفريق الأول في أدرار سوس بعدما كان قد تدرج في كل فئاته، وقد حصل على فرصة جيدة عندما ذهب لخوض تجربة مع حسنية أكادير لكن مدرب الفريق السكيتيوي رفض ضم اللاعب وليد لصفوف فريقه.

## المسيرة الكروية

### مع النوادي

#### الدفاع الحسني الجديدي
التحق وليد بفريق الدفاع الحسني الجديدي سنة 2015، حيث كان يتدرب هناك تحت إشراف المدرب جمال السلامي الذي اكتشف فيه موهبته وأقنعه باللعب في مركز الهجوم، كما كان حافزا له من أجل اللعب مع الفريق الأول من جهة والمشاركة مع منتخب المغرب للمحليين في وقت لاحق من جهة ثانية.
مع المدرب الجديد عبد الرحيم طالب، تمكن وليد من جلب أنظار الصحافة والمتابعين خاصة بعدما تمكن من تسجيل ثنائية في مرمى الرجاء البيضاوي في الدور السادس عشر من مسابقة كأس العرش المغربية في نسخة 2016، وهذا ما مكنه من الحصول على مركز في تشكيلة المنتخب الرسمية. موسم 2016-2017 كان رائعا بالنسبة لوليد أزارو حيث تمكن فيه من تسجل 12 هدفا مع 8 تمريرات حاسمة في البطولة المغربية رفقة فريقه الدفاع.

#### الأهلي المصري
يوم 18 يونيو 2017، وقع وليد أزارو عقدا مع نادي الأهلي المصري مدته 4 سنوات، وذلك مقابل مبلغ مالي قدره 1.4 مليون دولار. وقد شارك مع الفريق في البطولة العربية للأندية 2016–17 التي ادارت رحاها في مصر في الفترة الممتدة ما بين 21 يوليو و6 أغسطس 2017، وقد تمكن من تسجيل أول أهدافه هناك في مباراته الرابعة وذلك بتاريخ 2 أغسطس أمام الفيصلي الأردني في الدقيقة 99 من عمر المباراة.

### الاتفاق السعودي
أعير إلى نادي الاتفاق السعودي مطلع عام 2020 وفي صيف 2020 وقع عقد لمدة موسمين مع الاتفاق.

### عجمان الإماراتي
مطلع عام 2022 فسخ عقده مع نادي الاتفاق ووقع مع نادي عجمان الإماراتي.

### مع المنتخب
يوم 24 مارس من سنة 2017، تمت المناداة على وليد من أجل المشاركة مع منتخب المغرب، وذلك في مباراة ودية أمام منتخب بوركينا فاسو وقد انهزم هذا الأخير بهدفين نضيفين.وتم استدعاءه مرة تانية في2018 ليلعب في صفوف المنتخب المغربي في مباراة ودية مع صربيا في تورينو الإيطالية ورغم مستواه الكبير الذي ظهر به رفقة الأهلي المصري إلا أن مدرب المنتخب المغربي كانت له الكلمة الأخيرة حيت قرر استبعاد وليد من قائمة 23 لاعب المسافرة لروسيا المشاركة في كأس العالم.

## قائمة المباريات الدولية
| المباريات الدولية لللاعب وليد أزارو | المباريات الدولية لللاعب وليد أزارو | المباريات الدولية لللاعب وليد أزارو  | المباريات الدولية لللاعب وليد أزارو | المباريات الدولية لللاعب وليد أزارو | المباريات الدولية لللاعب وليد أزارو | المباريات الدولية لللاعب وليد أزارو        | المباريات الدولية لللاعب وليد أزارو |
| 0                                   | التاريخ                             | الملعب                               | الخصم                               | النتيجة                             | النتيجة النهائية                    | المسابقة                                   |                                     |
| ----------------------------------- | ----------------------------------- | ------------------------------------ | ----------------------------------- | ----------------------------------- | ----------------------------------- | ------------------------------------------ | ----------------------------------- |
| 1                                   | 24 مارس 2017                        | ملعب مراكش مراكش، المغرب             | بوركينا فاسو                        | —                                   | 2-0                                 | مباراة ودية                                |                                     |
| 2                                   | 28 مارس 2017                        | ملعب مراكش، مراكش، المغرب            | تونس                                | —                                   | 1-0                                 | مباراة ودية                                |                                     |
| 3                                   | 31 ماي 2017                         | ملعب أدرار، أغادير، المغرب           | هولندا                              | —                                   | 1-2                                 | مباراة ودية                                |                                     |
| 4                                   | 10 يونيو 2017                       | ملعب أحمدو أهيدجو، ياوندي، الكاميرون | الكاميرون                           | —                                   | 0-1                                 | تصفيات كأس الأمم الأفريقية لكرة القدم 2019 |                                     |

## الإحصائيات
آخر تحديث 30 يناير 2025.
| النادي                | السنة    | الدوري                     | الدوري | الدوري  | الكأس cup | الكأس cup | كأس الرابطة cup | كأس الرابطة cup | قاري   | قاري    | أخرى   | أخرى    | المجموع | المجموع |
| النادي                | السنة    | الدوري                     | الظهور | الأهداف | الظهور    | الأهداف   | الظهور          | الأهداف         | الظهور | الأهداف | الظهور | الأهداف | الظهور  | الأهداف |
| --------------------- | -------- | -------------------------- | ------ | ------- | --------- | --------- | --------------- | --------------- | ------ | ------- | ------ | ------- | ------- | ------- |
| الدفاع الحسني الجديدي | 2015–16  | البطولة الوطنية المغربية   | 25     | 6       | 2         | 1         | –               | –               | –      | –       | –      | –       | 27      | 7       |
| الدفاع الحسني الجديدي | 2016–17  | البطولة الوطنية المغربية   | 28     | 12      | 5         | 2         | –               | –               | –      | –       | –      | –       | 33      | 14      |
| الدفاع الحسني الجديدي | المجموع  | المجموع                    | 53     | 18      | 8         | 3         | –               | –               | –      | –       | –      | –       | 61      | 21      |
| الأهلي                | 2017–18  | الدوري المصري الممتاز      | 30     | 18      | 1         | 1         | –               | –               | 8      | 6       | 2      | 2       | 41      | 27      |
| الأهلي                | 2018–19  | الدوري المصري الممتاز      | 23     | 6       | 1         | 0         | –               | –               | 14     | 5       | 1      | 0       | 39      | 11      |
| الأهلي                | 2019–20  | الدوري المصري الممتاز      | 7      | 2       | 1         | 2         | –               | –               | 4      | 1       | –      | –       | 12      | 5       |
| الأهلي                | المجموع  | المجموع                    | 60     | 26      | 3         | 3         | –               | –               | 26     | 12      | 3      | 2       | 92      | 43      |
| الاتفاق               | 2019–20  | الدوري السعودي للمحترفين   | 7      | 3       | 0         | 0         | –               | –               | –      | –       | –      | –       | 7       | 3       |
| الاتفاق               | 2020–21  | الدوري السعودي للمحترفين   | 25     | 9       | 1         | 0         | –               | –               | –      | –       | –      | –       | 26      | 9       |
| الاتفاق               | 2021–22  | الدوري السعودي للمحترفين   | 17     | 2       | 1         | 0         | –               | –               | –      | –       | –      | –       | 18      | 2       |
| الاتفاق               | المجموع  | المجموع                    | 49     | 14      | 2         | 0         | –               | –               | –      | –       | –      | –       | 14      | 51      |
| عجمان                 | 2021–22  | الدوري الإماراتي للمحترفين | 12     | 5       | 0         | 0         | 0               | 0               | –      | –       | –      | –       | 12      | 5       |
| عجمان                 | 2022–23  | الدوري الإماراتي للمحترفين | 26     | 12      | 5         | 2         | 1               | 0               | –      | –       | –      | –       | 32      | 14      |
| عجمان                 | 2023–24  | الدوري الإماراتي للمحترفين | 20     | 12      | 2         | 0         | 2               | 2               | –      | –       | –      | –       | 24      | 14      |
| عجمان                 | 2024–25  | الدوري الإماراتي للمحترفين | 12     | 4       | 1         | 0         | 2               | 1               | –      | –       | –      | –       | 15      | 5       |
| عجمان                 | المجموع  | المجموع                    | 70     | 33      | 8         | 2         | 5               | 3               | –      | –       | –      | –       | 83      | 38      |
| الإجمالي              | الإجمالي | الإجمالي                   | 232    | 91      | 21        | 8         | 5               | 3               | 26     | 12      | 3      | 2       | 287     | 116     |

1. ↑  Includes كأس العرش، كأس رئيس الدولة
2. ↑  Includes كأس رابطة المحترفين الإماراتية

## الجوائز والألقاب
الأهلي
- الدوري المصري الممتاز: 2017–18، 2018–19، 2019–20
- كأس مصر: 2016–17
- كأس السوبر المصري: 2018

### فردية
- أفضل لاعب مغربي سنة: 2017
- أفضل مهاجم في الدوري المصري: 2018
- هداف الدوري المصري الممتاز 2018 برصيد (18 هدف)

## روابط خارجية
- وليد أزارو على موقع قاعدة بيانات كرة القدم.إي يو (الإنجليزية)
- وليد أزارو على موقع ناشيونال فوتبول تيمز (الإنجليزية)
- وليد أزارو على موقع Soccerway.com (الإنجليزية)